# 特雷穆索山
特雷穆索山（西班牙語：Monte Tremuzo）是西班牙的山峰，位於該國西北部，處於加利西亞自治區拉科魯尼亞省的歐特斯，屬於加利西亞山脈的一部分，海拔高度531米。